# Rząd Mórica Esterházyego

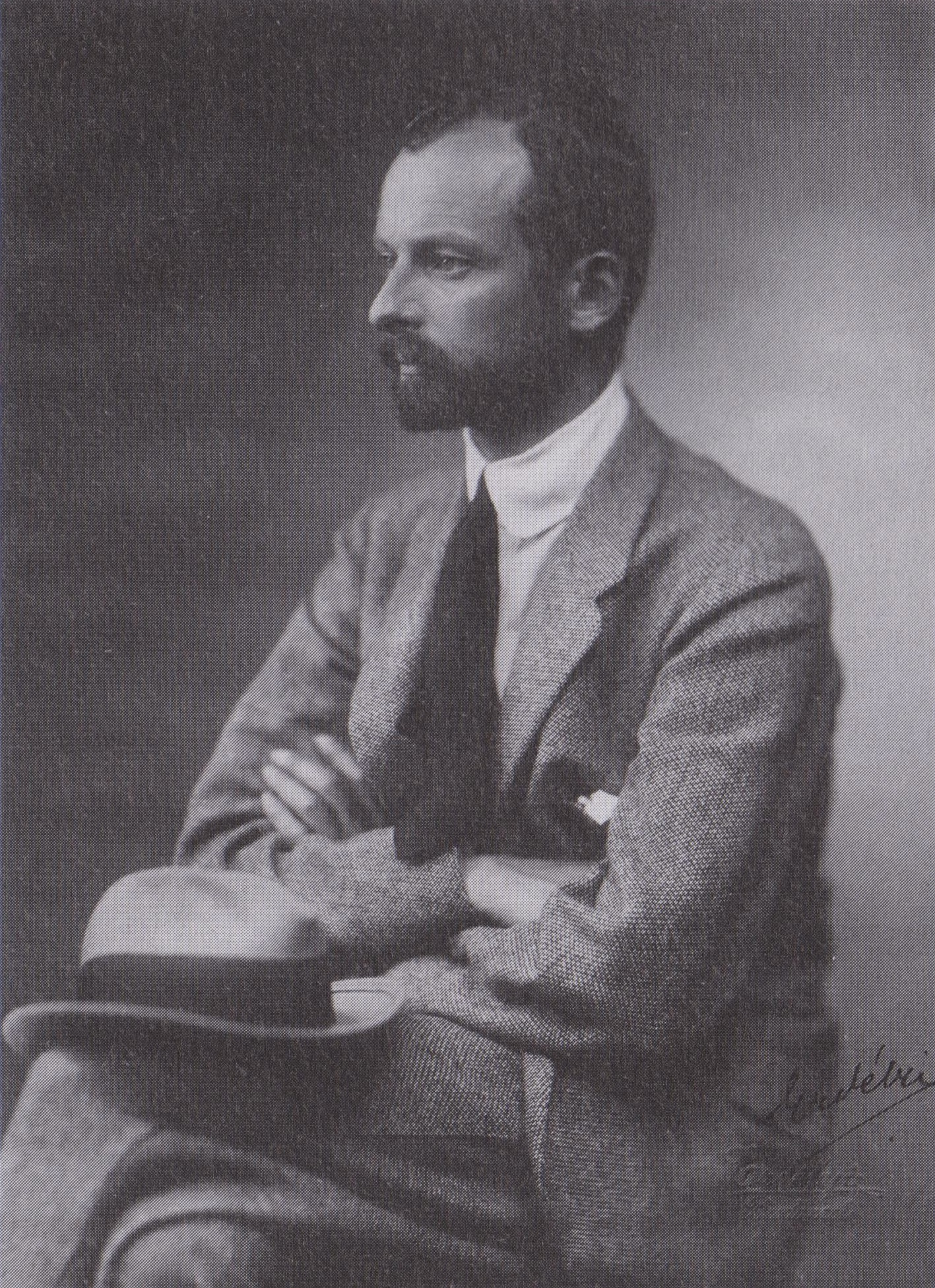
Mórictza Esterházy

Rząd Mórica Esterházyego – rząd Królestwa Węgier, działający od 15 czerwca 1917 do 23 sierpnia 1917, pod przewodnictwem premiera Mórica Esterházyego.